# Chmura Smith

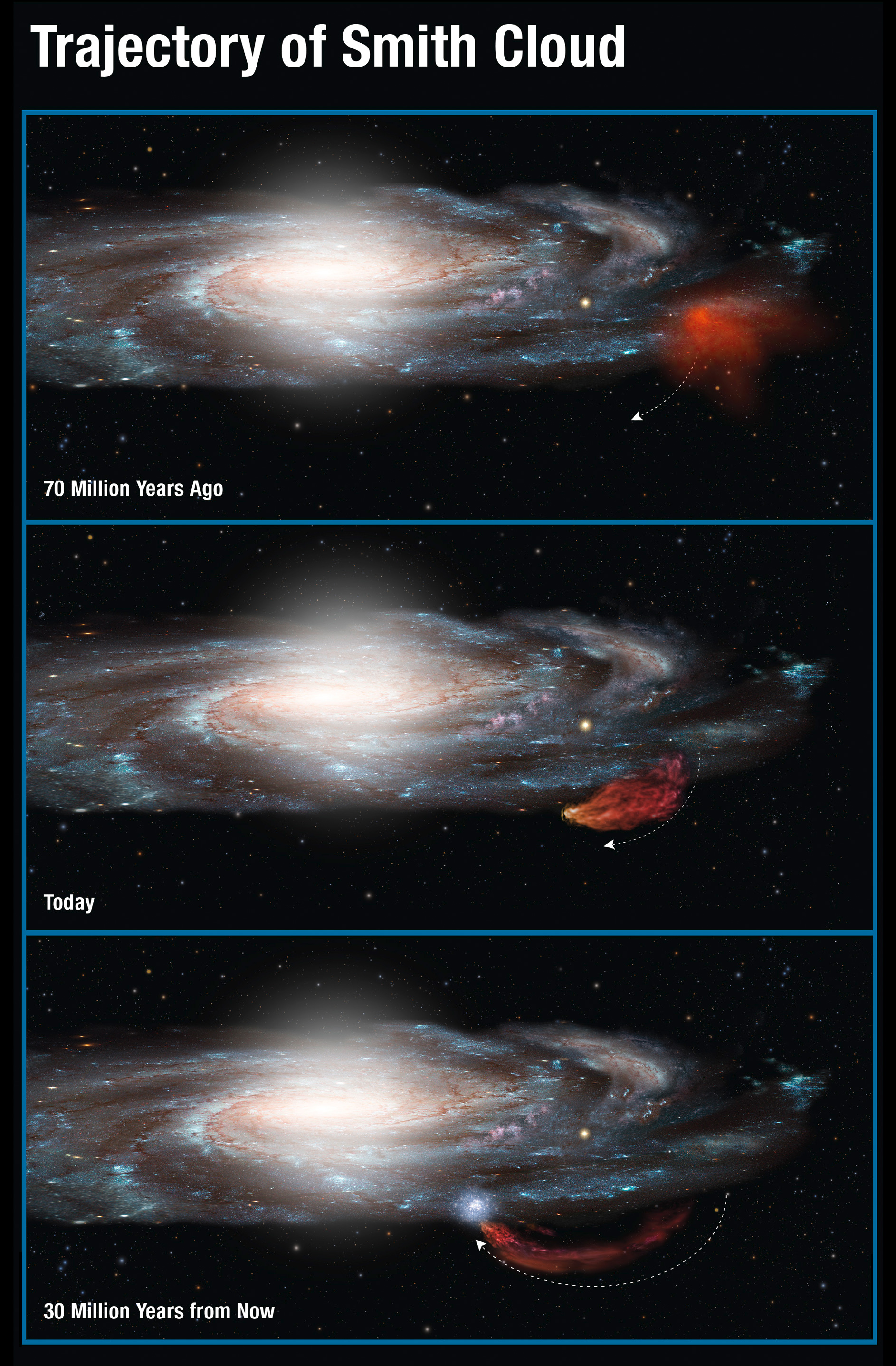
Trajektoria Chmury Smith

Chmura Smith (inaczej: Chmura Smitha) – wielki obłok gazu zbliżający się do Drogi Mlecznej. Do zderzenia się obłoku z Drogą Mleczną dojdzie za około 30 milionów lat. Chmurę tę odkryła w 1963 roku Gail Smith – młoda amerykańska astronom pracująca na Uniwersytecie w Lejdzie.
Chmura Smith kształtem przypomina kometę i ma rozmiary ok. 11,5 tys. na 2,5 tys. lat świetlnych. Gdyby była widoczna w świetle widzialnym, jej średnica na niebie byłaby 30 razy większa niż tarcza Księżyca w pełni. Badania wskazują, że chmura została wyrzucona z zewnętrznej części dysku galaktycznego około 70 milionów lat temu, teraz przyciągana grawitacyjnie powraca w kierunku drogi mlecznej. Gdy dosięgnie dysku Galaktyki, zainicjuje intensywne procesy gwiazdotwórcze, gazu wystarczy na stworzenie nawet dwóch milionów gwiazd podobnych do Słońca.
Na razie nie wiadomo, co spowodowało wyrzucenie tej chmury poza dysk galaktyczny.